# Handbal Putte
Handbal Putte, ook gekend onder de afkorting HB Putte, is een Belgische handbalclub uit Putte.

## Geschiedenis
De club ontstond als afdeling van HC AtomiX, maar werd in 2014 verzelfstandigd.